# Monomitopus garmani
Monomitopus garmani är en fiskart som först beskrevs av Smith och Radcliffe, 1913.  Monomitopus garmani ingår i släktet Monomitopus och familjen Ophidiidae. Inga underarter finns listade i Catalogue of Life.